# Cerezo Osaka
Cerezo Osaka (セレッソ大阪 Seresso Ōsaka?) este un club de fotbal japonez care în prezent evoluează în J. League Division 1. Clubul este bazat în două orașe: Osaka și Sakai. În general meciurile de acasă se joacă pe Stadionul Kincho, iar unele mai importante sunt disputate pe Stadionul Yanmar Nagai.

## Lotul actual
La 11 iulie 2019.
| Nr. |           | Poziție | Jucător                                         |
| --- | --------- | ------- | ----------------------------------------------- |
| 1   | Japonia   | P       | Kentaro Kakoi                                   |
| 2   | Japonia   | F       | Riku Matsuda                                    |
| 3   | Japonia   | M       | Yasuki Kimoto                                   |
| 4   | Japonia   | F       | Kota Fujimoto                                   |
| 5   | Japonia   | M       | Naoyuki Fujita                                  |
| 6   | Argentina | M       | Leandro Desábato                                |
| 7   | Japonia   | M       | Kota Mizunuma (co-captain)                      |
| 8   | Japonia   | M       | Yoichiro Kakitani (co-captain)                  |
| 9   | Japonia   | A       | Ken Tokura                                      |
| 10  | Japonia   | M       | Hiroshi Kiyotake (captain)                      |
| 11  | Brazilia  | M       | Souza                                           |
| 13  | Japonia   | A       | Toshiyuki Takagi                                |
| 14  | Japonia   | F       | Yusuke Maruhashi                                |
| 15  | Japonia   | F       | Ayumu Seko                                      |
| 16  | Japonia   | A       | Eiichi Katayama                                 |
| 19  | Japonia   | A       | Ryuji Sawakami                                  |
| 20  | Brazilia  | A       | Bruno Mendes (on loan from Deportivo Maldonado) |

| Nr. |               | Poziție | Jucător                                   |
| --- | ------------- | ------- | ----------------------------------------- |
| 21  | Coreea de Sud | P       | Kim Jin-hyeon (co-captain)                |
| 22  | Croația       | F       | Matej Jonjić                              |
| 23  | Japonia       | F       | Tatsuya Yamashita                         |
| 24  | Australia     | A       | Pierce Waring                             |
| 25  | Japonia       | M       | Hiroaki Okuno                             |
| 27  | Japonia       | P       | Kenta Tanno                               |
| 28  | Japonia       | A       | Motohiko Nakajima                         |
| 29  | Japonia       | F       | Kakeru Funaki                             |
| 30  | Japonia       | M       | Musashi Oyama                             |
| 32  | Japonia       | M       | Atomu Tanaka                              |
| 34  | Japonia       | A       | Hiroto Yamada                             |
| 36  | Japonia       | M       | Toshiki Onozawa                           |
| 38  | Japonia       | M       | Masataka Nishimoto (U-23 captain)         |
| 39  | Japonia       | M       | Mitsuru Maruoka                           |
| 40  | Japonia       | A       | Mizuki Ando                               |
| 45  | Japonia       | P       | Shu Mogi                                  |
| 51  | Japonia       | M       | Jun Nishikawa (designated special player) |

### Jucători împrumutați la alte echipe
| Nr. |         | Poziție | Jucător                                |
| --- | ------- | ------- | -------------------------------------- |
|     | Japonia | M       | Mitsuru Maruoka (la Borussia Dortmund) |

| Nr. |         | Poziție | Jucător                     |
| --- | ------- | ------- | --------------------------- |
| 18  | Japonia | M       | Kai Hirano (la Army United) |

## Fotbaliști internaționali
| Japonia - Ryuji Bando - Nozomi Hiroyama - Takumi Horiike - Akihiro Ienaga - Takashi Inui - Shinji Kagawa - Akira Kaji - Yoichiro Kakitani - Katsuo Kanda - Toshinobu Katsuya - Hiroshi Kiyotake - Teruaki Kurobe - Teruyuki Moniwa - Hiroaki Morishima - Hiroshi Nanami - Akinori Nishizawa - Takahiro Ogihara - Yoshito Okubo - Hisato Sato - Kazuaki Tasaka - Takuya Yamada - Hotaru Yamaguchi |  | AFC/CAF/OFC - Mitch Nichols - Kim Song-Gi - Chong Yong-de - Ha Seok-ju - Hwang Sun-Hong - Kim Bo-Kyung - Kim Do-Keun - Kim Jin-Hyeon - Kim Seong-jun - Kim Shin-young - Ko Jeong-Woon - Noh Jung-Yoon - Yoon Jung-Hwan - Witthaya Hloagune |  | CONCACAF - Jorge Dely Valdés - Jorge Valencia |  | CONMEBOL - Adriano - Alê - Alex - Amaral - André - Axel - Baron - Bernardo - Branquinho - Bruno Formigoni - Bruno Quadros - Careca - Cláudio - Edno - Fabinho - Fábio Lopes - Germano - Gilmar - Gilton Ribeiro - Guga - Heberty - Japa - Jean - João Carlos - Kaio - Kempes - Manoel - Marcelo - Márcio - Marquinhos - Martinez - Moura - Francisco Narcizio - Pericles - Pingo - Pintado - Rodrigo Pimpão - Simplício - Thiago Martinelli - Toninho - Wágner - Washington - Zé Carlos - Diego Forlán |  | UEFA - Albin Pelak - Almir Turković - Alen Stanešić - Davorin Kablar - Krunoslav Lovrek - Mario Garba - Ivan Radeljić - Cacau - Miodrag Anđelković - Radivoje Manić - Gojko Kačar |

## Palmares

### Yanmar Osaka Soccer Club
- Japan Soccer League: (4) 1971, 1974, 1975, 1980
- JSL Cup: (3) 1973 (shared), 1983, 1984
- Emperor's Cup
  - Campionă (3) : 1968, 1970, 1974
  - Finalistă (3) : 1994, 2001, 2003

### Cerezo Osaka
- Japan Football League: (1) 1994

## Antrenori
| Antrenor          | Țara                  | Perioada                    |
| ----------------- | --------------------- | --------------------------- |
| Paulo Emilio      | Brazilia              | 1994–96                     |
| Hiroshi Sowa      | Japonia               | 1 Jan 1996–31 Dec 1996      |
| Levir Culpi       | Brazilia              | 1 Feb 1997–31 Dec 1997      |
| Yasutaro Matsuki  | Japonia               | 1998                        |
| René Desaeyere    | Belgia                | 1999                        |
| Hiroshi Soejima   | Japonia               | 1 Jan 2000–1 Aug 2001       |
| João Carlos       | Brazilia              | 2001                        |
| Akihiro Nishimura | Japonia               | 2001–03                     |
| Yuji Tsukada      | Japonia               | 2003                        |
| Petar Nadoveza    | Croația               | 2004                        |
| Fuad Muzurović    | Bosnia și Herțegovina | 2004                        |
| Albert Pobor      | Croația               | 2004                        |
| Shinji Kobayashi  | Japonia               | 1 July 2004 – 17 April 2006 |
| Yuji Tsukada      | Japonia               | 18 April 2006–31 Dec 2006   |
| Satoshi Tsunami   | Japonia               | 1 Jan 2007–7 May 2007       |
| Levir Culpi       | Brazilia              | 8 May 2007–31 Dec 2011      |
| Sérgio Soares     | Brazilia              | 1 Jan 2012–26 Aug 2012      |
| Levir Culpi       | Brazilia              | 27 Aug 2012–11 Dec 2013     |
| Ranko Popović     | Serbia                | 1 Jan 2014–9 Jun 2014       |
| Marco Pezzaiuoli  | Germania              | 16 Jun 2014–8 Sep 2014      |
| Yuji Okuma        | Japonia               | 8 Sep 2014–16 Dec 2014      |
| Paulo Autuori     | Brazilia              | 1 Jan 2015–                 |